# Nicolas Huet
Nicolas Huet (Niza, 22 de julio de 1976) es un deportista francés que compitió en snowboard, especialista en las pruebas de eslalon paralelo.
Ganó cinco medallas en el Campeonato Mundial de Snowboard entre los años 1999 y 2005.
Participó en dos Juegos Olímpicos de Invierno, en la disciplina de eslalon gigante paralelo, ocupando el cuarto lugar en Salt Lake City 2002 y el décimo lugar en Turín 2006.

## Medallero internacional
| Campeonato Mundial | Campeonato Mundial            | Campeonato Mundial | Campeonato Mundial       |
| Año                | Lugar                         | Medalla            | Competición              |
| ------------------ | ----------------------------- | ------------------ | ------------------------ |
| 1999               | Berchtesgaden (Alemania)      | Medalla de oro     | Eslalon paralelo         |
| 2001               | Madonna di Campiglio (Italia) | Medalla de oro     | Eslalon gigante paralelo |
| 2003               | Kreischberg (Austria)         | Medalla de bronce  | Eslalon gigante paralelo |
| 2005               | Whistler (Canadá)             | Medalla de plata   | Eslalon paralelo         |
| 2005               | Whistler (Canadá)             | Medalla de bronce  | Eslalon gigante paralelo |